# Edward Charles Titchmarsh
Edward Charles Titchmarsh (Newbury, 1899. június 1. – Oxford, 1963. január 18.) brit matematikus. Szakterülete az analitikus számelmélet volt. Az Oxfordi Egyetemen tanult; szakdolgozati témavezetője G. H. Hardy volt.